# Ярославська духовна семінарія
Ярославська духовна семінарія — вищий навчальний заклад Ярославської митрополії Відомства православного сповідання Російської імперії, який розташовувався в місті Ярославль.
Розграбований та закритий більшовицьким режимом в 1918 році.

## Історія
Ярославська духовна семінарія заснована в 1747 році з ініціативи українського православного діяча, архієпископа Арсенія Мацеєвича — це був один з перших навчальних закладів у місті. Розташовувалася вона на території Спасо-Преображенського монастиря.
До семінарії спершу приймали лише дітей священиків, однак пізніше в ній з'явилися вихованці з інших суспільних станів. Серед учнів — юнаки з Гетьманщини. Зокрема, тут навчався майбутній митрополит Платон Любарський.
У XIX столітті, крім богословських дисциплін, відбувалося навчання древнім і новим мовам: давньогрецькій, латині, англійській, німецькій, французькій та староєврейській.
У 1875 році семінарія переїхала в будівлю, в якій нині міститься Природничо-географічний факультет Ярославського педагогічного університету.
У 1918 році, після захоплення влади більшовиками, семінарію було пограбовано та закрито.

## Ректори
- Павло Зернов (1775—1775)
- Іриней Клементьевський (1784—1787)
- Арсеній Тодорський (30 червня 1788—1790)
- Євген Романов (1794 -?)
- Августин Сахаров (1798—1800)
- Феофан Александров (1814—1816)
- Неофіт Докучаєв-Платонов (20 листопада 1816—1820)
- Гавриїл Розанов (1820 — 18 вересня 1821)
- Аарон Нарцисов (1821—1826)
- Аркадій Фьодоров (1827—1829)
- Макарій Зімін (1829—1830)
- Ніл Ісакович (2 вересня 1830—1835)
- Миколай Доброхотов (1835 -?)
- Григорій Миткевич (22 грудня 1838—1844)
- Софоній Сокольський (10 квітня 1844—1845)
- Никодим Казанцев (3 квітня 1850—1854)
- Микола Тихвинський (1871—1886)
- Микола Барський (17 жовтня 1886 — 22 листопада 1899)
- Євсевій Гроздов (1903—1906)
- Михайло Троїцький (раніше 1913)